# Caribbean Meteorological Organisation
De Caribbean Meteorological Organisation (Caribische Meteorologische Organisatie; CMO) is een instelling van de Caricom. Ze is gevestigd in Woodbrook in Port of Spain in Trinidad en Tobago.
De CMO werd in 1951 opgericht coördineert technische en wetenschappelijke activiteiten op meteorologisch gebied in de regio. Ze geeft regeringen van lidstaten advies over internationale kwesties met betrekking tot water, weer en klimaat. Er is een nauwe samenwerking tussen de CMO en organisaties die zich voorbereiden op rampen en noodhulp.
In 1967 richtte de CMO het onderzoeksinstituut Caribbean Institute for Meteorology and Hydrology (CIMH) op, dat eveneens deel uitmaakt van de Caricom.

## Aangesloten landen
De volgende landen zijn lid van de CMO:
- Antigua en Barbuda
- Barbados
- Belize
- Dominica
- Grenada
- Guyana
- Jamaica
- Montserrat
- Saint Kitts en Nevis
- Saint Lucia
- Saint Vincent en de Grenadines
- Trinidad en Tobago
- Anguilla
- Britse Maagdeneilanden
- Cayman Islands
- Turks- en Caicoseilanden